# Iwan Cyperdiuk

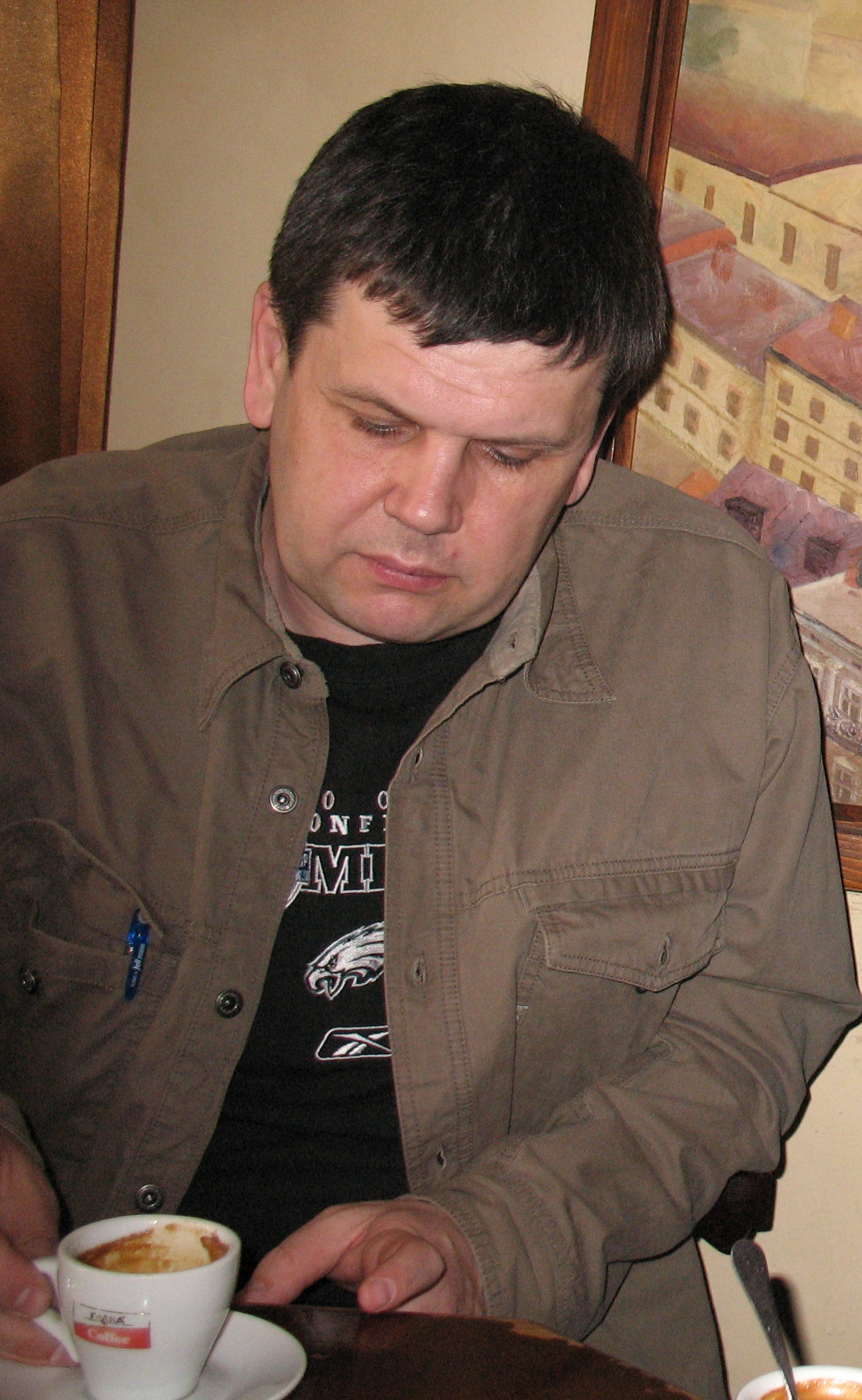
Iwan Mychajłowicz

Cyperdiuk Iwan Mychajłowicz (ukr. Ципердюк Іван Михайлович, ur. 23 sierpnia 1969 w Zagwoździe) – ukraiński poeta, jeden z przedstawicieli tzw. fenomenu stanisławskiego. Profesor nauk filologicznych.

## Życiorys
Urodził się 23 sierpnia 1969 roku we wsi Zagwoździe. Skończył Uniwersytet Pedagogiczny im. Wasyla Stefanyka w Iwano-Frankowsku.
Jest autorem dwóch zbiórek prozopoetyckich Chymerii (1992) oraz Pereselenia kwitnia (pol. Przeprowadzka kwietnia) wydanej w 1996 roku. Uczestniczył w antologii Na dobranok, millenium!. Laureat premii wydawnictwa Smołoskyp (pol. pochodnia). W 1997 roku obronił pracę naukową o Jewgenie Madryczewskim. Członek grupy literackiej Nowa degeneracja.
Mieszka w mieście Iwano-Frankiwsk.

## Twórczość
Tematyką oraz narzędziami pisarskimi poezja Cyperdiuka podpada pod styl fenomenu Stanisławskiego. W swoich wierszach przeważnie eksperymentuje z formą, dodając metody modernizmu.
Jak powiedział ukraiński eseista i pisarz Wołodymyr Jeszkilew:
"Cyperdiuk prowadzi monolog wiejskiego chłopa, który przepowiada historie własnej rodziny, w której są wszystkie możliwe oznaki: śmierć, cykle roczne, narodzenie oraz wesela. Stąd pochodzi filozofia chęci w dziełach Cyperdiuka jako Filozofia pasywnej syntezy".
W 2010 roku ukazała się drukiem zbiórka jego esejów Podoroż kriz tuman (pol. Podróż przez mgłę); w adnotacji do książki napisał tak:
Główną myślą tej zbiórki-człowiek jak wartość. My często nie uświadamiamy tego w rutynowym pośpiechu, ale wówczas przestajemy być sami sobą. To jest kulturalny, psychologiczny, życiowy klimat miasteczka w Galicji z jego tradycjami, własnym światopoglądem, nawet aurą, ale co najważniejsze niespotykalnie ciekawymi ludźmi.

## Dzieła
- Chymerii (1992)
- Pereselenia kwitnia (1996), Kijów: Smołoskyp
- Podróż przez mgłe: artykuły i eseje (2010), Kijów: Grani-T

### Dysertacja
- Mała proza Jewgena Madrycewskiego: problema i poetyka: Dys: kadydaty nauk filologicznych, Akademia Nauk Ukrainy, Lwów, 1997